# Roaring twenties

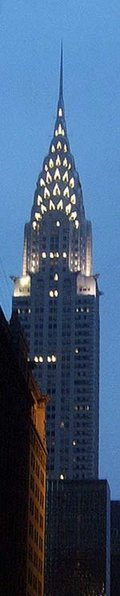
Climax van de nieuwe architectuurstijl: het Chrysler Building in New York werd gebouwd toen de Europese golf van art deco de VS bereikte

De roaring twenties (Nederlands: de roerige jaren twintig) was de zeer bewogen periode tijdens de jaren 1920 waarin sterk werd afgeweken van de tot dan toe geldende normen.

## Internationale politiek en economie
De Verenigde Staten waren na hun succesvolle deelname aan de Eerste Wereldoorlog een wereldmacht geworden, die door de uitgeputte Europese mogendheden wel serieus genomen moest worden, al was het maar omdat ze er nog zo veel schulden aan hadden af te betalen. Tot teleurstelling van de Amerikaanse president Woodrow Wilson werd Amerika geen lid van de Volkenbond, die de wereldvrede zou moeten garanderen. In de Amerikaanse buitenlandse politiek kreeg het isolationisme de overhand. In de Angelsaksische landen heerste toenemend optimisme en economische groei. Het gebruik van de auto nam vooral in Amerika hand over hand toe en men nam afstand van veel van de sociale conventies die tijdens de oorlog al op de helling waren komen te staan. Er werd veel geïnvesteerd in aandelen van met name autofabrikanten en het optimisme nam hand over hand toe. Hierdoor werd het realisme echter uit het oog verloren, vooral het feit dat de markt verzadigd raakte, bedrijven al personeel waren beginnen te ontslaan, en de economie in kracht verminderde. Bovendien was de groei niet erg evenwichtig; deze kwam bij een relatief kleine groep terecht. In de VS bleven de lonen laag en sijpelde de welvaart maar sporadisch naar beneden, terwijl deze aan veel andere groepen (o.a. de boeren) geheel voorbij ging. In Duitsland en Oostenrijk was de groei sterk afhankelijk van Amerikaanse steun, andere landen (zoals Nederland) waren sterk afhankelijk van Duitsland of de Verenigde Staten. Toen de zeepbel knapte en de beurskoersen in vrije val raakten, sloeg de stemming vrij plotseling om in paniek. Hierop volgde een zeer hevige en langdurige economische depressie, de Grote Depressie.
Door zware herstelbetalingen die Duitsland bij de Vrede van Versailles waren opgelegd, alsmede de schulden, economische schade en ontwrichting door de Eerste Wereldoorlog, ging het in dat land echter niet goed. Duitsland trachtte vertwijfeld aan alle herstelbetalingen te voldoen, wat in 1923 leidde tot hyperinflatie en de bezetting van het Rijnland toen Duitsland niet meer aan de herstelbetalingen kon voldoen. In Nederland volgde er een instroom van tienduizenden Duitse dienstbodes, die hier meer kans op een redelijke betrekking hadden dan in eigen land. Veel andere Europese landen hadden ook last van de slechte economische positie van Duitsland. Pas toen na 1923 Amerikaanse hulp aan Duitsland op gang kwam in de vorm van het Dawesplan en het Young-plan, verbeterde de Duitse economie. Hierdoor kon Duitsland de herstelbetalingen aan de geallieerden voldoen en verbeterde Duitslands betalingspositie, waardoor ook andere landen economisch beter draaiden. De roaring twenties waren vanaf 1923 ook in Europa doorgedrongen en de Duitse elite volgde in levensstijl het Amerikaanse voorbeeld. Dit plan was echter volledig afhankelijk van Amerikaanse steun, en toen deze door de Grote Depressie stopte, kreeg Duitsland eveneens met een economische crisis te kampen, evenals andere landen die handelsbetrekkingen met Duitsland dan wel met de Verenigde Staten of beide hadden. Extremisme dat in 1923 al de kop op had gestoken was al die tijd latent aanwezig geweest, en door de economische crisis en massawerkeloosheid vond dit gretig aftrek bij de kiezers. Een tijd van politieke polarisatie brak aan voor Duitsland, dat steeds verder in de armen van de nationaalsocialisten werd gedreven.
In de Sovjet-Unie bloeide de economie eveneens op. Dit had met name te maken met het feit dat de Russische Burgeroorlog voorbij was en de communistische regering nu ernst maakte met de wederopbouw van het land na bijna 10 jaar onafgebroken oorlogen. Evenals Duitsland wist ook de Sovjet-Unie het internationaal isolement enigszins te doorbreken. Bovendien had Lenin een pragmatischer economische politiek gekozen, de NEP, die beperkte privé-initiatieven toestond. Met het vorderen van de jaren 1920 werd Stalin echter steeds machtiger, en werd de nadruk meer op zelfvoorziening gelegd. De Sovjet-Unie bleef hierdoor ook de Grote Depressie bespaard, wat door de communistische propaganda werd opgehemeld als bewijs dat de planeconomie wel en kapitalisme niet werkte. De econoom Nikolaj Kondratjev die lange conjunctuurgolven en daarmee de herstelcapaciteit van de markteconomie aantoonde, werd hiervoor gevangengezet en geëxecuteerd door Stalin. Hij zou niet de enige zijn, de jaren 1930 werden in de Sovjet-Unie getekend door de Grote Zuivering.
Politiek waren de roaring twenties een periode van toenadering. De Verenigde Staten sloten een apart vredesverdrag met Duitsland nadat het Verdrag van Versailles was verworpen. Duitsland zelf wist het internationaal isolement te doorbreken, trad toe tot de Volkenbond, en was niet langer een internationale paria. Achter de schermen was Duitsland echter ook al in deze tijd in het geheim de herbewapening aan het voorbereiden. Het Duitse leger was weliswaar slechts 100,000 man sterk maar was wel het best getrainde en meest professionele leger ter wereld. Om het verbod op een luchtmacht te omzeilen werd met zweefvliegtuigen geoefend. In de meeste Centraal-Europese landen vond herstel van de orde plaats na een roerige periode van linkse revoluties, Rode en Witte Terreur, burgeroorlogen en straatgevechten. Extremisme en revisionisme leken naar de zijlijn van het politiek speelveld verbannen. Dit was betreffende Duitsland grotendeels schijn omdat veel kiezers op kleinere partijen stemden die onder de politieke radar bleven; uiteindelijk zouden ze bij de NSDAP uitkomen. De jaren 1930 zouden bovendien aantonen dat dit slechts het geval was zolang het economisch goed ging; toen de economie verslechterde zou met name rechts-extremisme een comeback maken en in een aantal Europese staten de macht overnemen.

## Mode
In die periode golden de flapper-girls als trendsetters en ontdeden de vrouwen zich voorgoed van het korset; de haren werden massaal kort geknipt en de rok reikte zelfs een moment boven de knieën. De garçonne, het jongensmeisje, was geboren: de androgyne, werkende vrouw met de aantrekkelijkheid van de femme fatale.

### Korte rokken
Mede door de Eerste Wereldoorlog en de reformbeweging hadden de korsetten hun langste tijd gehad: vrouwen namen de arbeidsplaatsen van de mannen over in de oorlogsindustrie en droegen hierdoor gemakkelijke kleding.
Aan het begin van de jaren 1920 bleven de rokken net zo kort als tijdens de oorlog, maar al snel brachten couturiers hier verandering in door van de werkende vrouw weer dames te maken en de rokken de enkel te laten raken. Al snel ging de hoogte weer opwaarts en een zakachtige rok die met een band bijeen werd gehouden raakte in de mode. In 1925 raakte de zoom nog net de knie, maar twee jaar later bevond deze zich zelfs boven de knie. Het waren historische tijden: nog nooit was de avondjurk even kort als de jurk voor overdag.
De mode werd steeds uitdagender. Er werden transparante stoffen gebruikt die daar waar het nodig was met glasparels, zijdefranje of het goedkopere rayon waren afgezet en precies dat accentueerden wat verborgen werd. De kousen waren als een tweede, mooiere, huid: vleeskleurig en van glanzend (kunst)zijde. De decolletés reikten van voren bijna de taille en een blote rug was ook eerder regel dan uitzondering. Roken was enorm in trek en de vrouw kon mannen perfect uitdagen met het lange sigarettenpijpje.
Naast het sigarettenpijpje waren lange sjaals en kettingen ook onmisbare accessoires. Chanels handelsmerken waren o.a. haar imitatiejuwelen, de lange snoeren van valse parels, want Sieraden moeten een vrouw sieren, ze hoeft er niet rijk door uit te zien.

### Hoeden en schoenen
Nadat de populaire couturier Coco Chanel haar haren kort knipte in 1921, deed de hele modewereld haar massaal na en de bob werd de overheersende haardracht van de jaren 1920, gladgekamd met een spuuglok op de wang. Doordat lang haar uit de mode was geraakt, werden kleine hoeden die net om het hoofd pasten steeds meer gedragen. Overdag droegen vrouwen toques en cloches, waarbij de hoedrand diep over het gezicht getrokken. ’s Avonds werden mooi versierde tulen haarbanden gedragen, ook vaak afgezet met glasparels.
De charleston was een geliefde dans in de roaring twenties en de schoenen waren indertijd dan ook bedoeld om mee te dansen. Vaak zaten ze net boven de wreef vast met een bandje, de lage hak was stabiel en de teen gesloten. Het modeverschijnsel was om je schoenen van dezelfde stof als je jurk te laten maken. Door de ontdekking van de tombe van de Egyptische farao Toetanchamon in 1922 ontstond het Egyptische thema en ook schoenen weerspiegelden deze trend met lichte kleuren, metaalkleurige stoffen en de hakken zelf waren al een kunstwerk.

### Hoe platter hoe mooier
Terwijl aan het begin van de twintigste eeuw de nadruk op de boezem en het achterwerk lag, oftewel toen de vrouwen nog tot flauwvallens toe samengeperst werden in hun korsetten, was twintig jaar later het tegenovergestelde modieus. De vrouwen uit die tijd worden niet zomaar garçonnes genoemd: de vrouwen in de roaring twenties hadden een jongensachtig figuur. Naast het lange haar waren de volle boezem, buik en billen verdwenen. Sporten, diëten en kuren was de leus en al het vet dat overbleef (en juist in de korsetten mooi naar voren kwam), werd door de nieuwe, rekbare ondermode platgedrukt. Sommige vrouwen bonden zelfs hun borsten in om ze platter te laten lijken.

### Mannenmode
Het confectiepak was na de Eerste Wereldoorlog al snel betaalbaar voor elke klasse, zodat niet alleen de rijkere burgers, maar ook de arbeiders zich een mooi pak konden veroorloven. Arbeiders droegen bij nette gelegenheden zoals het zondagse bezoek aan de kerk een colbertkostuum en doordeweeks hun werkkleding, vaak een kiel. Hoewel bijna iedereen zich een kostuum kon veroorloven, bleef er een verschil in kwaliteit en de manier waarop en wanneer het colbertkostuum gedragen werd.
De echte trendsetter voor de herenkleding in de jaren 1920 was Eduard, prins van Wales, die liet zien dat een heer van stand het colbertkostuum in de vrije tijd verwisselde voor modieuze sportkleding. Plusfours, Oxford-bags – broeken met zeer wijde pijpen en omslagen – sportkousen, pullovers met V-hals over een overhemd en jerseykleding. Hieruit blijkt dat kleding comfortabel moest zijn: lage leren schoenen, strikdassen en overhemden met liggende boord. De strohoeden raakten uit de mode en werden vervangen door gleufhoeden en petten en bij de smoking werd een wit vest gedragen.

## Strip
Striptekenaar Jacques Tardi situeert veel van zijn verhalen in de jaren 1920 en besteedt daarbij veel aandacht aan het decor, waarbij veel oude gebouwen en voorwerpen uit die tijd afgebeeld worden.
Een bekende serie van hem is De fantastische avonturen van Isabelle Avondrood.